# Mayonnaise

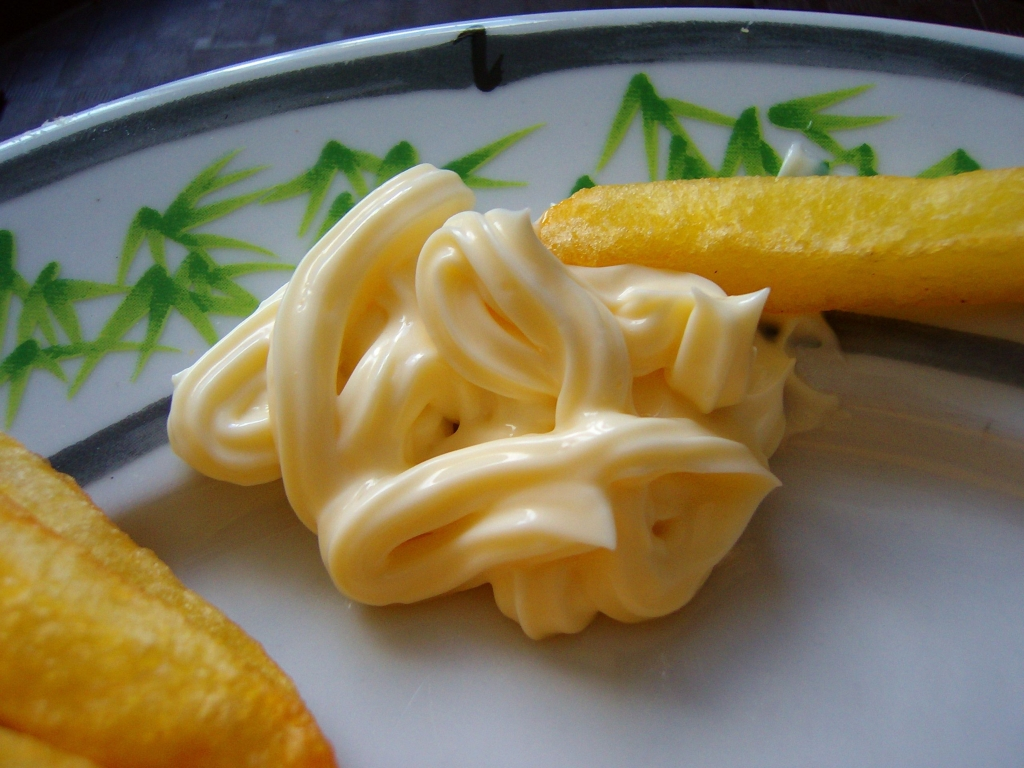
Mayonnaise

Mayonnaise (majɔˈnɛːzə; -ˈneːzə; -ˈnɛːs (österr.); auch als Mayo bzw. Majo abgekürzt) ist eine dickflüssige, kalt hergestellte Sauce auf der Basis von Eigelb und Öl. Sie ist eine der fünf Grundsaucen der klassischen Küche, aber die einzige kalte Grundsauce; sie dient als Grundlage für zahlreiche Ableitungen zu anderen Saucenvarianten. Die Grundlage liefert eine Emulsion von Öl und Zitronensaft oder Essig, wobei das Lecithin aus dem Eigelb als Emulgator dient.

## Herkunft
Die Entstehungsgeschichte der Sauce „Mayonnaise“ ist umstritten. Das Wort selbst wurde ursprünglich in Frankreich anders geschrieben (französisch mahonnaise), das wegen der leichteren Aussprache zu französisch mayonnaise umgewandelt wurde, weil die Franzosen das stumme „h“ (französisch hache) nicht aussprechen. Dieser Wortursprung bestärkt auch die in der Fachliteratur überwiegend zu findende Deutung der Herkunft der Sauce. Danach wurde am 10. April 1756 die Hafenstadt Mahón auf Menorca mit ihrer Festung Castillo de San Felipe de Menorca durch Marschall Louis François Armand de Vignerot du Plessis von den Engländern erobert, bis diese am 28. Juni 1756 kapitulierten (siehe: Siebenjähriger Krieg#Verlauf in Europa). Bei den daraufhin in Frankreich stattfindenden Siegesfeiern soll ein Koch die „Sauce Mahonnaise“ (deutsch „Sauce von Mahón“ bzw. „mahonesische Sauce“) kreiert haben. Eine Variante besagt, dass Mahonnese während der Belagerung aus der Not heraus zubereitet wurde.
Das Etymologische Wörterbuch der deutschen Sprache von Friedrich Kluge vermutet eine sprachliche Ableitung aus dem französischen Verb für „schlagen“ (französisch mailler), da die Mayonnaise geschlagen wird, und bezweifelt die Ableitung von Mahon. Das von Gerhard Wahrig herausgegebene Deutsche Wörterbuch dagegen bejaht die Herkunft aus Mahón.
Einer anderen These zufolge ist die Mayonnaise aus der katalanischen Aioli hervorgegangen, die mit Hilfe von Mörsern hergestellt wird. Nach ihrem Grundrezept wird fein zerstoßener Knoblauch mit Öl zu einer Emulsion aufgeschlagen und anschließend mit Salz abgeschmeckt. Aioli wurde bereits im Jahr 1024 erstmals schriftlich erwähnt.

## Herstellung

Zutaten für Mayonnaise

Im Jahr 1845 wurde Mayonnaise wie folgt beschrieben:

„Für 6–7 Personen verrührt man 5 Eigelb mit ½ Teelöffel Salz und dem Saft einer größeren halben Zitrone. Wenn alles gut verrührt ist, gibt man bei fortgesetztem Rühren tropfenweise ½ Liter Olivenöl hinein. Man schlägt die Masse am besten auf Eis mit dem Schaumbesen, bis sie ganz dick ist, was mindestens 1 Stunde dauert. Zuletzt fügt man 1 Messerspitze weißen Pfeffer und ½ Teelöffel feinsten englischen Senf hinzu.“

Echte Mayonnaise basiert auf einer Öl-in-Wasser-Emulsion (O/W), die nur durch langsames und tropfenweises Einrühren von Öl in Eigelb entsteht. Je nach Rezept verrührt man deshalb ein oder mehrere Eigelb zunächst mit Salz, Pfeffer und etwas Flüssigkeit (Wasser, Zitronensaft, Essig), eventuell auch Senf. Unter Rühren wird anschließend Öl zugegeben, zunächst tropfenweise und, sobald ein Andicken feststellbar ist, in einem dünnen Strahl bis zur gewünschten Konsistenz.
Sowohl für Haushalte als auch in der Großherstellung wurde früher aus Zeit- und Kostenspargründen der Einsatz von Mehlschwitze empfohlen. Eine solche unechte Mayonnaise besteht zum Beispiel aus einem abgerührten Mehlkloß, dem Eigelb und Öl beigegeben werden.
Industriell wurde dies in unterschiedlichen Formen ebenfalls eingeführt: Ein deklarierter Fettanteil unter 80 Prozent weist auf den entsprechenden Einsatz von Stärke hin. Überdies wird industriell hergestellte Mayonnaise zumindest im deutschsprachigen Raum fast ausschließlich aus pasteurisierten Eibestandteilen hergestellt.
Mit einem schnell drehenden Pürierstab lässt sich Mayonnaise in der Küche in wenigen Augenblicken herstellen, indem man alle Zutaten zusammen in einen Rührbecher gibt (zuerst Eigelb, zuletzt das Öl) und mit dem Mixstab mit hoher Drehgeschwindigkeit ca. ½ Minute miteinander vermischt. Dabei ist der Pürierstab zunächst am Boden des Rührbechers zu führen und langsam nach oben zu ziehen, damit erst wenig, dann immer mehr Öl eingerührt wird.

## Chemische und physikalische Aspekte

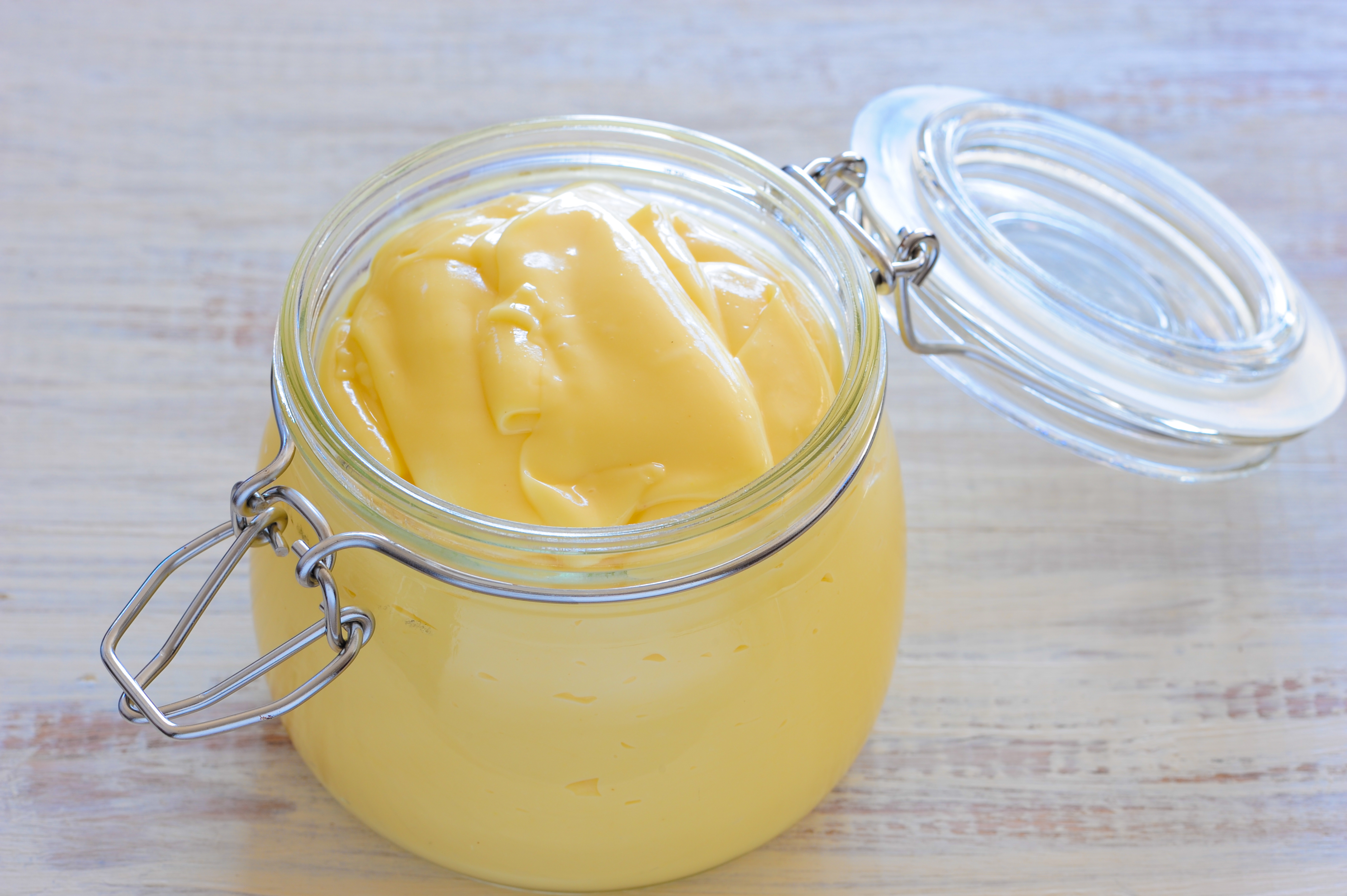
Mayonnaise

Die Grenzflächenspannung eines Öl-Wasser-Gemenges beträgt ca. 23 mN/m. Damit eine stabile Emulsion entsteht, muss die Grenzflächenspannung durch die Zugabe von Emulgatoren, z. B. in Form von Eigelb, herabgesetzt werden. Dass es dennoch notwendig ist, das Öl zunächst nur tropfenweise unter ständigem Rühren hinzuzufügen, hat seinen Grund im Aufbau der Mayonnaise und in der Natur des Emulgators. Lecithin begünstigt wegen seines HLB-Wertes eine Wasser-in-Öl-Emulsion (W/O). Soll Mayonnaise jedoch die gewünschte Konsistenz haben, muss sich eine Öl-in-Wasser-Emulsion (O/W) bilden. Würde man aber die Bestandteile der Mayonnaise auf einmal zusammenmischen, entstünde aufgrund der Eigenschaft des Lecithins eine W/O-Emulsion. Um eine Phasenumkehr zu vermeiden, ist es wichtig, den als disperse Phase veranlagten Teil in einem großen Volumenüberschuss in ein Gemisch zu geben. Im Falle der Mayonnaise kommt also viel Wasser (etwa aus dem Essig) auf wenig Öl (einige Tropfen). So kann das Lecithin entgegen seiner Neigung eine stabile O/W-Emulsion erzeugen. Der Trick besteht nun weiter darin, die bereits vorhandenen dispersen Öltropfen weiter mit Öl „zu füllen“. Ab einem bestimmten Volumenanteil ist aber auch eine so hergestellte O/W-Emulsion nicht mehr stabil und bricht.
Bei den im Ei enthaltenen Ölen handelt es sich hauptsächlich um Triglyceride, die überwiegend aus Wasserstoff- und Kohlenstoffatomen bestehen. Damit sich diese mit Wasser vermischen können, werden zusätzliche Emulgatoren benötigt, die sowohl auf Wasser als auch auf die Triglyceride anziehend wirken und schwache Bindungen eingehen. Mayonnaise kann durch Beigabe geeigneter Emulgatoren einen Ölanteil von bis zu 80 Prozent erreichen. Emulgatoren verhindern über die elektrostatische Bindung auch, dass das Öl wieder größere Tropfen bildet – die Emulsion bleibt bestehen. Säuren wie Zitronen- oder Essigsäure verstärken diesen Effekt.
Damit die Mayonnaise ausreichend dickflüssig wird, muss sie kräftig geschlagen werden. Dadurch werden die Öltropfen der Emulsion immer weiter zerteilt. Wenn die Mayonnaise zu dick geworden ist, kann man Flüssigkeiten wie Wasser, Essig oder Zitronensaft zugeben, um die Emulsion wieder aufzulockern. Hierdurch wird die disperse Phase verdünnt und die Viskosität reduziert. Die Menge des Öls, die man je Ei zugeben darf, um Mayonnaise herzustellen, variiert sehr stark je nach Rezeptur. Üblich sind maximal 0,1 bis 0,2 Liter Öl je Eigelb, um ein Gerinnen des Eies zu verhindern. Die Gefahr dazu besteht, weil das Ei nicht ausreichend Wasser enthält, um das Öl in einer Wasserphase zu binden. Durch Hinzufügen von Wasser kann man also eine größere Menge Mayonnaise mit einem einzelnen Ei herstellen. Durch Zugabe von zwei bis drei Teelöffeln Wasser je Tasse Öl lassen sich mit einem einzelnen Ei bis zu 24 Liter Mayonnaise herstellen, da das Eigelb eine große Menge an Netzmittel enthält.
Die industrielle Herstellung von Mayonnaise erfolgt fast ausnahmslos unter Einsatz hochtouriger Homogenisiermaschinen, sogenannter Kombinatoren. Vor allem finden Zahnkranzdispergiermaschinen und Kolloidmühlen Verwendung, die nach dem Rotor-Stator-Prinzip arbeiten. Die Rohemulsion wird durch das Rotor-Stator-System der Maschine gepumpt, wobei durch Druck bzw. heftige Strömungen Scherkräfte entstehen, deren Stärke die Festigkeit der Öltropfen übertreffen, sodass diese in feinste Teilchen zerrissen und gleichmäßig in der Emulsion verteilt werden.

## Inhaltsstoffe
Auf Grund ihres hohen Fettanteils hat Mayonnaise einen im Vergleich zu anderen Saucen sehr hohen Energiegehalt von ca. 2900 kJ (700 kcal) pro 100 Gramm. In 100 Gramm Mayonnaise sind 75 g Fett enthalten, 1 g Eiweiß und 0,6 g Kohlenhydrate. Dabei sind rund 60 % des Fettanteils mehrfach ungesättigte Fettsäuren. Mayonnaise enthält größere Mengen an Vitamin K sowie, in geringerem Maß, auch Vitamin D und E.

## Varianten

### Traditionelle Herstellung

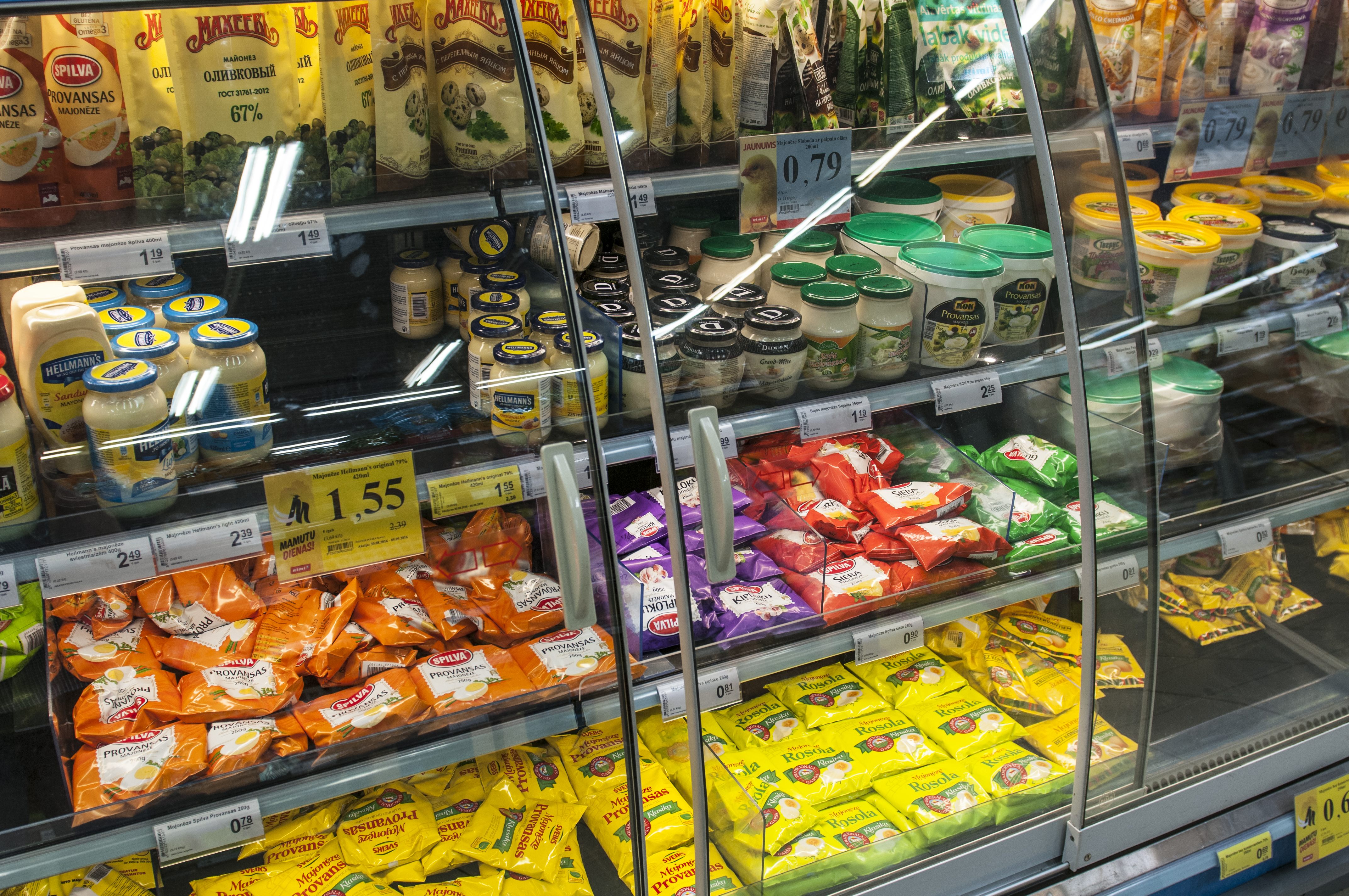
Mayonnaise in Beuteln, Gläsern und Eimern in einem lettischen Supermarkt

Im Jahr 1903 nannte Katharina Prato die Mayonnaise auch „Öl-Sauce“. Ihr Rezept weicht stark von dem älteren von Henriette Davidis und der heutigen Rezeptur ab:

„Man stellt eine Schüssel auf Eis, rührt darin mit einem Holzlöffel 4 bis 6 rohe Dotter und etwas Salz und gibt bei beständigem Rühren abwechselnd tropfenweise 15 Deka Öl, 2 Deciliter kaltes frisches Aspic und Bertram-Essig hinzu. Wenn die Sauce crêmeartig dick geworden ist, gibt man ein wenig weißen Pfeffer und tropfenweise den Saft einer Limone dazu. Man läßt sie bis zum Gebrauche im Eise stehen.“

Sie kannte neben der gelben und weißen Mayonnaise folgende Variationen: 
- Mayonnaise mit Kräutern
- Mayonnaise mit Butter
- Mayonnaise mit Fisch (z. B. Sardellen)
- Mayonnaise mit Fleisch
- gekochte Mayonnaise
- von hartgesottenen Dottern
- ohne Aspik
- mit Senf

### Industrielle Varianten
Heute unterscheidet man folgende Arten von industriell hergestellter Mayonnaise:

#### (Einfache echte) Mayonnaise
Sie soll nach den „Europäischen Beurteilungsmerkmalen für Mayonnaise – Code of Practice“ der europäischen Hersteller einen Mindestfettgehalt von 70 Prozent haben. Hergestellt wird sie mit Eigelb als Emulgator; der Anteil an Eigelb soll mindestens 5 Prozent betragen.

#### Delikatess-Mayonnaise
Den Zusatz „Delikatess“ darf eine Mayonnaise dann tragen, wenn sie durch bestimmte Merkmale den Wert von herkömmlichen Mayonnaisen übertrifft. Dies kann z. B. ein deutlich höherer Eigelbanteil oder die Verwendung eines hochwertigen Pflanzenöles sein, etwa eines solchen mit besonders hohem Anteil an ein- oder mehrfach ungesättigten Fettsäuren. Ein mögliches Kriterium kann auch ein besonders kleiner Durchmesser der Öltröpfchen in der O/W-Emulsion oder die Verwendung von Frischei anstatt pasteurisiertem Ei sein. Allein ein Fettgehalt von 80 Prozent ist allerdings nicht ausreichend für die Deklarierung eines Produkts als „Delikatess“-Mayonnaise.

#### Salatmayonnaise
Im Handel auch unter den Bezeichnungen Salatcreme oder Joghurt-Salatcreme erhältlich. Bei ihr genügt nach den Leitsätzen der deutschen Feinkostindustrie ein Mindestfettgehalt von 50 Prozent. Anders als bei Mayonnaise dürfen für Salatmayonnaise auch den Ei-Anteil ganz oder teilweise ersetzende Milch- oder Pflanzeneiweiße verwendet werden. Als Emulgatoren können auch aus Soja-, Sonnenblumen- und Rapsöl gewonnene Lecithine (E 322) dienen. Des Weiteren sind Verdickungsmittel wie Weizenmehl, Stärke, Gelatine zugelassen. Die meisten Produkte enthalten als Verdickungsmittel Xanthan (E 415).

### Vegane Alternativen
Es existieren Lebensmittel, die in Aussehen, Geschmack und Struktur ähnlich wie Mayonnaise sind, aber kein Ei enthalten. Als Emulgator kann beispielsweise das Protein aus dem Wasser von Kichererbsen, konzentriertes Sojaprotein oder synthetisches Eiprotein eingesetzt werden.
Das Produkt „Just Mayo“ darf in den USA nach Rechtsstreitigkeiten und Druck durch das American Egg Board weiterhin unter diesem Namen angeboten werden, wenn klar auf das Fehlen von Eiern hingewiesen wird, womit es sich nicht um klassische Mayonnaise handelt.

## Verwendung als Heilmittel
Mayonnaise gilt als Hausmittel bei der Bekämpfung von Kopfläusen. Hierfür muss eine größere Menge Mayonnaise in die betroffenen Haare eingearbeitet werden. Durch das vorhandene Öl ersticken die Läuse, außerdem hilft das Öl, den Kleber, mit dem sich die Nissen an den Haaren halten, zu lösen.

## Ableitungen
- Aioli: möglicherweise die Urform der Mayonnaise, hier wird Knoblauch als Emulgator verwendet
- Gloucestersauce: mit englischem Senf und Worcestershiresauce gewürzt, mit saurer Sahne verrührt und mit Fenchelkraut abgeschmeckt
- Sauce Alicante: mit geriebener Orangenschale und Paprika oder Cayennepfeffer abgeschmeckt und mit gekochtem Ei verrührt
- Sauce andalouse: mit Tomatenmark und Gemüsepaprika
- Sauce Chantilly: mit Zitronensaft gewürzt und mit Schlagsahne aufgelockert; mit gleichem Namen wird auch Sauce mousseline bezeichnet, eine klassische Abwandlung der Sauce Hollandaise
- Sauce gribiche: aus gekochtem und passiertem Eigelb zubereitet, mit Senf, Gewürzgurke, Kapern, Petersilie, Estragon, Schnittlauch sowie gekochtem und gehacktem Eiweiß vermischt
- Sauce italienne froide (Kalte italienische Sauce): mit passiertem Kalbshirn und Zitronensaft abgeschmeckt
- Mayonnaise à la russe (Mayonnaise russischer Art): mit Estragonessig und Meerrettich abgeschmeckt und mit erstarrendem Gelee schaumig geschlagen
- Sauce mousquetaire (Musketiersauce): mit einer Schalotten-Weißwein-Reduktion, Schnittlauch und Cayennepfeffer abgeschmeckt
- Remoulade: mit Senf, Kapern, Gewürzgurken und Kräutern (Kerbel, Estragon) abgeschmeckt
- Sauce suédoise (Schwedische Sauce): mit Apfelmus und Meerrettich abgeschmeckt
- Rouille: Traditionelle südfranzösische Sauce aus Knoblauch, Pfefferschoten und Safran. Heute gibt es auch eine mayonnaiseähnliche Variation mit Ei.
- Sauce tartare (Tatarensauce): aus gekochtem und passiertem Eigelb zubereitet und mit Schnittlauch vermischt
- Sauce verte (Grüne Sauce): mit vielerlei fein gehackten Kräutern vermischt
- Sauce Vincent: mit pürierten Kräutern und Worcestershiresauce abgeschmeckt